# Beaver Dam, Kentucky
Beaver Dam är en ort i Ohio County, Kentucky, USA. År 2000 hade orten 3 033 invånare. Den har enligt United States Census Bureau en area på 6,6 km², allt är land.